# Les Mille et Une Nuits érotiques
Pour plus de détails, voir Fiche technique et Distribution.
Les Mille et Une Nuits érotiques (Finalmente... le mille e una notte) est une comédie érotique italienne réalisée en 1972 par Antonio Margheriti.

## Synopsis
En Orient à l'époque des 1001 nuits, le sultan Al Mamun, est soudainement devenu impuissant, incapable de s'accoupler avec la très belle Zumurud, une belle esclave qu'on vient de lui envoyer. Ses conseillers lui proposent de faire venir des conteurs d'histoires érotiques afin de réveiller sa virilité.

### Première histoire: Abuizé
Le sultân Samandar avant de consommer sa nouvelle conquête de la matinée s'en va interroger son miroir magique afin qu'il lui confirme qu'il est toujours le « plus chaud lapin » du pays. Le miroir lui répond alors que ce n'est plus vrai et qu'il est maintenant détrôné par un dénommé Abuizé. Voulant en avoir le cœur net Samandar propose un défi à Abuizé, celui de reconnaître toutes les femmes avec qui il fera l'amour dans le noir le plus absolu. Identifiant les femmes à leurs gémissements et à leur peau, Abuizé s'acquitte de ce challenge. Furieux Samandar propose alors à sa propre femme de passer le dernier test. De deux choses l'une, ou Abuizé ne la reconnaîtra pas et le pari sera perdu pour lui, où il la reconnaîtra et Samandar le fera exécuter. Abuizé ressort de l'épreuve en donnant le nom de sa partenaire. Alors que Samandar s'apprête à le faire décapiter, Abuizé répond qu'il a simplement trouvé par déduction, la seule femme avec laquelle il n'avait jamais osé coucher jusque-là étant celle du sultan qui du fait de cette épreuve s'est cocufié lui-même. L'histoire n'ayant pas réveillé la virilité d'Al Mamun, le conteur est décapité.

### Deuxième histoire: Aladin
A Bagdad, Aladin, un jeune homme pauvre aime secrètement la princesse Mariam, mais sans se faire aucune illusion. Un jour, il trouve une lampe magique et après qui l'eut frotté, apparaît un génie qui demande à son nouveau maître ses désirs. Aladin répond qu'il veut gagner le cœur de Mariam. Le génie lui fournit le moyen de se rendre invisible afin d'approcher la belle, puis se faisant passer pour un marchand de tapis, il livre un tapis volant qui permettra à Mariam de s'envoler du palais, puis de récupérer Aladin. Une fois tous les deux sur le tapis, ils doivent faire l'amour trois fois sinon le tapis ne redescendra pas. Tout se passe bien, mais le lendemain, les femmes de ménages inversent par distraction la position des tapis. Le sultan se lève en pleine nuit, victime d'indigestion et se retrouve par mégarde sur le tapis volant. Aladin croyant que Mariam est revenue comme la veille monte à son tour sur le tapis. Or maintenant que le tapis est en vol, il ne peut descendre que quand leurs deux occupants auront fait l'amour trois fois. Après quelques tergiversations, le sultan accepte de faire l'amour avec Aladin. L'expérience ne lui déplaît pas puisqu'au retour Aladin aura une place de choix parmi ses courtisans. L'histoire n'ayant pas réveillé la virilité d'Al Mamun, les deux conteurs sont décapités

### Troisième histoire: Aziza
Aziza est une princesse nymphomane, tous les ans pour le solstice d'été elle organise un concours dont la règle est simple, un amant doit la prendre treize fois, s'il n'y parvient pas, il est mis à mort. Un jeune homme accepte le pari mais il y met une condition, celle de pouvoir faire une pause entre chaque "round" pendant laquelle il dégustera un fruit. Le jeune homme entame sa nuit d'épreuve et les choses se passent plutôt bien, bientôt les treize fois sont atteintes et il continue dépassant la vingtaine. Du coup l'homme va obtenir sa récompense et pourra se marier avec Aziza. On aura en fin de récit l'explication de la virilité exceptionnelle de l'homme, en fait quand il montait dans l'arbre soi-disant pour aller cueillir un fuit, il laissait la place à l'un de ses jumeaux. Le challenge étant terminé les jumeaux ont disparu avec la prime sauf le dernier d'entre eux qui avait eu la malchance d'être émasculé. C'est avec ce dernier que la princesse se marie et elle ne s'aperçoit de sa condition qu'au moment de l'impossible nuit de noces. Ne pouvant perdre la face, Aziza s'accommodera de la situation en devenant lesbienne.
La conteuse termine son histoire en faisant une véritable déclaration d'amour à la belle Zumurud. Et alors qu'elles s'apprêtent à s'embrasser, Al Mamun retrouve sa virilité. Ce sera le début d'un ménage à trois.

## Fiche technique
- Titre original : Finalmente... le mille e una notte
- Titre français : Les Mille et Une Nuits érotiques
- Réalisation : Antonio Margheriti
- Scénario : Antonio Margheriti, Dino Verde et Luigi Russo (dialogues)
- Photographie : Sergio D'Offizi
- Montage : Roberto Colangeli
- Musique : Carlo Savina
- Chorégraphie : Walter Patriarca
- Costumes : Sartoria Tirelli
- Effets spéciaux : Franco Di Girolamo
- Sociétés de production : Medusa Produzione, Pink Medusa Productions
- Pays :  Italie
- Durée : 92 minutes
- Genre : comédie érotique, fantastique et aventure
- Dates de sortie
  -  Italie : 1972
  -  France : janvier 1974

## Distribution
- Barbara Bouchet : Mariam
- Femi Benussi : Zumurud
- Barbara Marzano : Aziza
- Esmeralda Barros :
- Pupo De Luca (en) : Samandar
- Gastone Pescucci :
- Alberto Atenari :
- Ignazio Leone : le mari de Mariam
- Barbara Betti :
- Annie Karol Edel :
- Gino Milli : Aladin
- Ray O'Connor :
- Vassili Karis :
- Gigi Ballista : le génie de la lampe
- Elisabeth Felchner :
- Amparo Pilar :
- Gigi Bonos : Baba
- Leonardo Cassio :
- Salvatore Puntillo :
- Franca Grey :
- Carla Mancini :
- Amedeo Timpani :
- Ileana Fraia :
- Antonio Luigi Guerra :
- Paola Lelio : une sorcière (non créditée)

## Autour du film
- Le film est antérieur à celui que Pier Paolo Pasolini réalisa sur le même thème en 1974 (Les Mille et Une Nuits)
- Le film longtemps considéré comme introuvable est sorti en France en DVD chez BAC film en 2007 préfacé par Christophe Lemaire